# Eibar
Eibar é um município da Espanha na província de Guipúscoa, comunidade autónoma do País Basco. Tem 24,78 km² de área e em 2021 tinha 27 467 habitantes (densidade: 1 108,4 hab./km²).

## Demografia
| Variação demográfica do município entre 1991 e 2004 | Variação demográfica do município entre 1991 e 2004 | Variação demográfica do município entre 1991 e 2004 | Variação demográfica do município entre 1991 e 2004 |
| --------------------------------------------------- | --------------------------------------------------- | --------------------------------------------------- | --------------------------------------------------- |
| 1991                                                | 1996                                                | 2001                                                | 2004                                                |
| 32362                                               | 30314                                               | 28219                                               | 28006                                               |

## Bandeira republicana
Eibar foi a primeira cidade onde foi içada a bandeira tricolor republicana, no dia 13 de Abril de 1931, após a vitória dos republicanos nas eleições municipais, sendo que a república (a Segunda República) foi proclamada a 14 de abril de 1931, sendo o primeiro presidente Niceto Alcalá Zamora.